# Domingo Tejera
Domingo Tejera (22 de julho de 1899 — 30 de junho de 1969) foi um futebolista uruguaio.

## Carreira
Atuava como defensor. Participou da Seleção Uruguaia campeã olímpica em Amsterdã, em 1928 e da primeira Copa do Mundo de 1930, em Montevidéu, no qual jogou na partida de estreia contra o Peru.
Um dos únicos campeões daquela Copa nascido no século XIX (o outro foi Héctor Scarone), Domingo era atleta do Montevideo Wanderers.